# Brandberg (berg)
De Brandberg is een gebergte in Namibië, gelegen in het noorden van de regio Erongo. De hoogste top, de Königstein, is 2.573 meter hoog en de hoogste berg van Namibië.

## Natuur
Recente analyses tonen aan dat Brandberg in het centrum ligt van een gebied dat rijk is aan endemische zoogdieren, reptielen, amfibieën en planten. Dit gebied loopt noord-zuid door het westen van Namibië, van het Sperrgebiet in het zuiden tot het Otjihipagebergte in het noorden. Geen enkel ander gebied in het land is zo rijk aan endemische soorten als het Brandbergmassief; van de 90 planten die endemisch zijn voor Namibië worden er acht nergens anders gevonden, drie van de zes bijna-endemische kikkers van het land, acht van de 14 bijna-endemische zoogdieren, 49 van de 59 bijna-endemische reptielen en 11 van de 14 bijna-endemische vogels komen voor op of rond deze uitstekende berg. Brandberg herbergt een grotere combinatie van endemische planten, reptielen, amfibieën, vogels en zoogdieren dan enige andere plek in Namibië. Als zodanig is het een cruciaal natuurgebied in het land.

### Vogels
Het gebergte is rijk aan roofvogels (18 soorten). Oorgier, savannearend, vechtarend en zwarte arend zijn zeldzame broedvogels, terwijl torenvalk en zanghavik talrijk zijn. De Brandberg en de Ugabrivier in het noorden herbergen vele typische Namibsoorten. Op de vlakten onder de inselberg leven dubbelbandrenvogel, koritrap, Ludwigs trap, namibleeuwerik, Rüppells trap, Starks leeuwerik en woestijnspekvreter. Typische Namibische bijna-endemische soorten die voorkomen in de kloven en valleien rond de berg zijn damarakakelaar, Hartlaubs frankolijn, hererotapuit, kortteenrotslijster, Monteiro's tok, naaktwangbabbelaar, perzikkopagapornis, roodstuitrotszanger, Rüppells papegaai en tapuitklauwier. In totaal zijn er ongeveer 150 soorten waargenomen op deze berg, twee keer zoveel als op de omliggende gravelvlakten.
Het gebergte is door BirdLife International aangewezen als Important Bird Area vanwege het belang voor significante populaties van Hartlaubs frankolijn, hererotapuit, kalahariwaaierstaart, Monteiro's tok, naaktwangbabbelaar, republikeinwever, roodstuitrotszanger, Rüppells papegaai en tapuitklauwier.